# Júlio Resende
Júlio Resende (Faro, 10 juin 1982) est un pianiste et compositeur portugais. Pionnier d'un genre unique et nouveau appelé "Fado-Jazz", ses techniques d'improvisation sont transversales à son esthétique, et articulent différents genres musicaux, du jazz, du fado, de la musique classique ou encore de la musique électronique.
Resende est également diplômé en philosophie, après avoir étudié à l'Université nouvelle de Lisbonne.

## Biographie
Júlio Resende, né à Faro, dans la région de l'Algarve au Portugal, passe son enfance à Olhão. Il commence à jouer du piano, qu'il considère comme "son jouet préféré" à l'âge de 4 ans. Il étudie au Conservatoire de Faro où, après des études de piano classique, son goût pour l'improvisation l'amène au Jazz, car il a besoin « d'un langage musical qui demande la liberté. Le jazz n'est pas un style, c'est une façon de penser. J'ai trouvé dans l'improvisation et le jazz un langage musical qui pense ainsi, en toute liberté, et l'exige de ses musiciens ».
En 2001, Resende déménage à Lisbonne où, tout en étudiant la philosophie à la Faculté de Sciences Sociales et Humaines, à l'Université nouvelle de Lisbonne, il s'implique dans les activités musicales du Hot Clube de Portugal. Il part ensuite à Paris pour étudier le Jazz à l'Université de Saint-Denis - Paris VIII. Au cours de cette période, il participe à des ateliers qui l'amènent à travailler avec des musiciens du Hot Clube, de la New School for Jazz and Contemporary Music, du Berklee College of Music et de la Bill Evans Academy.
En 2018, au Concours Eurovision de la chanson 2018, il joue du piano sur l'un des grands actes d'intervalle final avec Salvador Sobral et Caetano Veloso,.

## Débuts dans le Jazz: 2008 - 2011
En 2008, Resende sort son premier album, Da Alma . Cet album constitue son premier enregistrement dans le jazz, et l'artiste en vient à être considéré comme « le plus jeune musicien portugais à enregistrer un premier album en tant que leader pour le label Clean Feed, considéré par AllAboutJazz comme l'un des 5 meilleurs labels de jazz au monde. »
En 2009, il édite l'album Assim Falava Jazzatustra, un projet mettant en vedette Manuela Azevedo, chanteuse du groupe Clã. L'album est décrit par All Music Guide comme « un excellent exemple de la façon dont les musiciens de jazz européens se sont inspirés de leurs homologues nord-américains et ont élevé la barre au point où ce sont maintenant eux qui font de la musique rafraîchissante et originale, tandis que les Américains s'en tiennent obstinément à la tradition. »,   Puis il enregistre un autre album avant son trio, You Taste Like a Song (2011), et la participation à OGRE, un projet de fusion jazz et musique électronique dirigé par la chanteuse Maria João.
De 2007 à 2017 également, il est une figure clé du Jazz and World Music Club de Lisbonne, appelé Fábrica de Braço de Prata.

## Fado-Jazz: 2013 à nos jours
Sa première incursion dans le genre Fado-Jazz est l'album hommage à Amália Rodrigues, la "Diva" du Fado portugais. L'album s'appelle Amália por Júlio Resende lancé en 2013. Au fil des ans, Resende publie plus de disques où il développe et explore les possibilités du Fado-Jazz. En 2020, il sort l'album Júlio Resende - Fado Jazz Ensemble où il inclut la guitare portugaise pour interagir musicalement avec un trio de jazz. Dès 2019, Júlio Resende entreprend un partenariat artistique avec la pianiste Maria João Pires dans un projet qui unit les mondes de la musique classique et de l'improvisation, que les pianistes ont appelé : "Maria João Pires & Júlio Resende - Dialogues"1 Il est également le leader d' Alexander Search, un groupe de rock dirigé par Salvador Sobral, lauréat du Concours Eurovision de la Chanson 2017 et inspiré par le poète portugais Fernando Pessoa2,3,4. Il est actif en tant que pianiste improvisateur. Il joue également avec des artistes comme Maria João (chanteuse), Salvador Sobral, Cristina Branco, Cuca Roseta, Ana Moura, António Zambujo et Aldina Duarte.
Après avoir enregistré ses trois premiers albums, Resende sort, en octobre 2013, Amália por Júlio Resende sur le label Valentim de Carvalho, une œuvre dans laquelle le pianiste revisite avec son instrument quelques-uns des fados les plus remarquables interprétés par la chanteuse Amália Rodrigues. Avec cette première incursion dans le genre Fado, Júlio Resende met en scène sa proposition innovante de Fado-Jazz : l'union de deux imaginaires musicaux qui aboutit à une création unique.

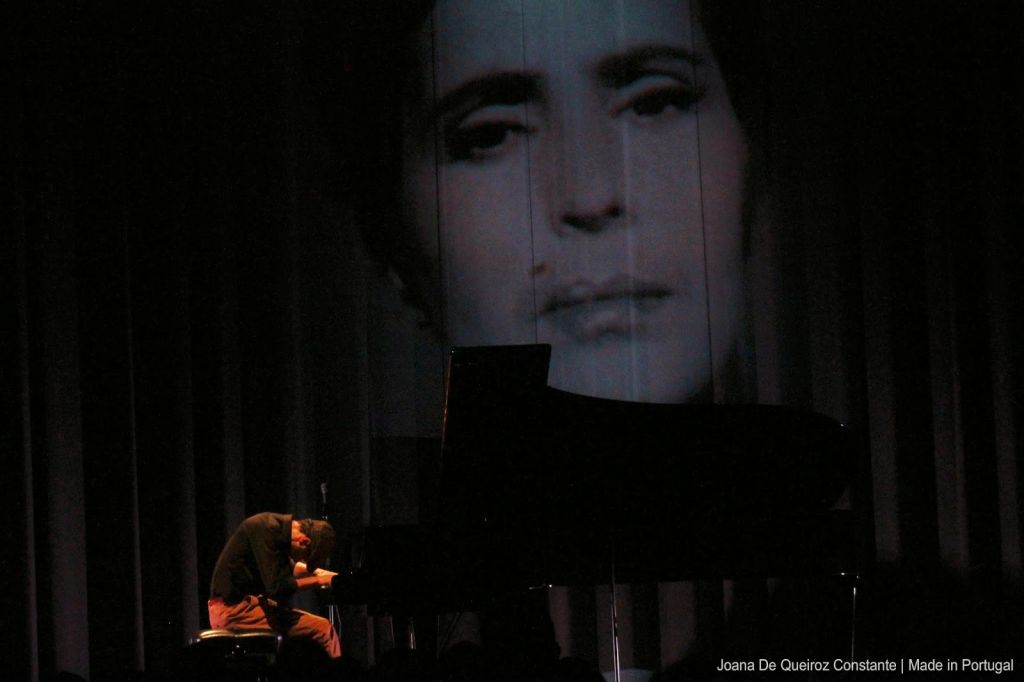
Júlio Resende jouant le thème "Medo"

Selon Resende, le défi relevé par le projet Amália por Júlio Resende était « d'amener le Fado au piano (. . . ) Tous les pianistes rêvent de faire un disque solo. Je voulais faire le disque solo le plus personnel possible. Je comprends le mot "solo" comme quelque chose qui a à voir avec la terre, avec les racines, avec le sol sur lequel vous marchez, que vous habitez. Parmi mes premiers souvenirs musicaux, il y a la voix d'Amália chantant "A Casa Portuguesa!" ou l'écrasante "Estranha Forma de Vida" et elle sert de symbole à ce voyage musical. ». L'album comprend le thème "Medo", un duo virtuel et posthume avec Amália Rodrigues, utilisant un enregistrement de la voix de la chanteuse avec l'autorisation inédite de Valentim de Carvalho.
Entre 2014 et 2016, il entreprend une série de concerts internationaux pour présenter son travail Amália. Avec cet album, Resende visitera la France, l'Espagne, sautant au Mexique, aux États-Unis, jusqu'au Canada et même au Japon.
En 2015, Júlio Resende poursuit son exploration du Fado avec l'album Fado & Further, débutant l'album avec un spectacle à la Fondation Calouste-Gulbenkian à Lisbonne, mettant en vedette les chanteurs Moreno Veloso, Sílvia Pérez Cruz et Gisela João. L'album est décrit par la presse portugaise comme un autre exemple « d'une intégration naturelle de la musique populaire portugaise dans son discours pianistique ».
Le dernier album de Resende sorti en octobre 2020, Júlio Resende - Fado Jazz Ensemble avec une esthétique complètement innovante dans le monde de la musique Fado et Jazz, combine des thèmes originaux joués par une guitare portugaise qui se mêle au piano, à la contrebasse et à la batterie. Selon les mots du pianiste : « C'est une flèche avec une ventouse à la pointe, tirée sur la cible appelée 'poitrine'. Tu le frappes, tu espères trouver à cet endroit une connexion forte, qu'il ne tombe pas ; comme si la ventouse faisait partie de la peau. Quelque chose qui dure, c'est ce que ma musique veut être. Quant à l'album, c'est un album libre, dans lequel la guitare portugaise et le piano s'interceptent, et avec la contrebasse et la batterie tentent de tirer le meilleur parti de ce nouveau lieu qu'ils découvrent ensemble, en flânant. Que ce soit du Fado ou du Jazz, je ne sais pas, peut-être que ce sont les deux, mais je ne sais vraiment pas, parce que ceux qui savent n'avancent généralement pas. Celui qui sait déjà est arrêté dans cette connaissance. Je préfère ne pas savoir, juste partir, libre. Comme le son. ».
Júlio Resende travaille également comme compositeur de bandes sonores pour le film Netflix Elisa y Marcela, réalisé par Isabel Coixet et pour la série HBO Foodie Love du même réalisateur.

## Alexander Search: 2017
Basé sur la poésie anglaise de Fernando Pessoa, Resende forme un groupe pop-rock aux influences de musiques indie et électronique auquel il donne le nom d'Alexander Search, l'un des hétéronymes les plus importants de Pessoa qui écrivait presque exclusivement en anglais. L'album, sorti en juin 2017, entre directement à la troisième position des meilleures ventes nationales. Il comporte la participation de Salvador Sobral, André Nascimento, Joel Silva et Daniel Neto, ainsi que la présence de Júlio Resende lui-même.

## Cendrillon Cyborg: 2018
Cendrillon Cyborg est un album sorti en 2018, une aventure musicale, un flirt assumé entre l'homme et la machine, entre l'acoustique du piano, de la batterie et de la contrebasse, et les sons électroniques des pads et des chips.

## Discographie
- Da Alma (2007)
- Assim falava Jazzatatustra (2009)
- Tu as le goût d'une chanson (2011)
- Amália par Júlio Resende (Solo) (2013)
- Fado et plus (Solo) (2015)
- Poesia Homónima Por Júlio Resende et Júlio Machado Vaz: Poemas de Eugénio de Andrade et Gonçalo M. Tavares (2016)
- Alexander Search (2017)
- Cendrillon Cyborg (2018)
- Júlio Resende – Fado Jazz Ensemble (2020)